# Elizabeth Farren
Elizabeth Farren (c. 1759 - Knowsley, Inglaterra, 23 de abril de 1829) fue una actriz de teatro británica.

## Biografía
Hija del actor George Farren, nació cerca de 1759. Su primera aparición en un escenario londinense fue en 1777, cuando interpretó a la señorita Hardcastle en la comedia She Stoops to Conquer, de Oliver Goldsmith. Los éxitos que cosechó posteriormente la dieron reputación y se convirtió en la sucesora natural de Frances Abington cuando ella dejó el Teatro Drury Lane en 1782. Papeles como los de Hermione, Olivia, Portia y Julieta se encontraban entre su repertorio, pero Lady Betty Modish, Lady Townly, Lady Fanciful, Lady Teazle y otros similares eran sus favoritos. En 1797 se casó con Edward Smith-Stanley, duodécimo conde de Derby.